# Austria ai Giochi della V Olimpiade
L'Austria partecipò ai Giochi della V Olimpiade che si sono svolti a Stoccolma dal 5 maggio al 27 luglio 1912, con una delegazione di 85 atleti impegnati in dodici discipline.

## Risultati

### Pallanuoto
| Atleta | Classifica                                                                             |                    |
| --- | -------------------------------------------------------------------------------------- | ------------------ |
| V · D · M Nazionale maschile austriaca di pallanuoto · Giochi olimpici - Stoccolma 1912 R. Buchfelder · Manuel · Schachtitz · Scheff · Wagner · Kovács · H. Buchfelder · CT : - | 4°                                                                                     |                    |
| Nazionale maschile austriaca di pallanuoto · Giochi olimpici - Stoccolma 1912                                                                                                   |                                                                                        |                    |
| R. Buchfelder · Manuel · Schachtitz · Scheff · Wagner · Kovács · H. Buchfelder · CT: -                                                                                          | R. Buchfelder · Manuel · Schachtitz · Scheff · Wagner · Kovács · H. Buchfelder · CT: - | Austria (bandiera) |